# スパイス・ザ・ムービー
『スパイス・ザ・ムービー』（原題: Spice World）は、1997年のイギリスのコメディ映画。イギリスの音楽グループ、スパイス・ガールズを主演とした音楽映画である。日本では1998年7月に夏休み映画として渋谷で公開された。

## キャスト
- ヴィクトリア・ベッカム
- エマ・バントン
- メラニー・チズム
- メラニー・ブラウン
- ジェリ・ハリウェル
- リチャード・E・グラント
- ミート・ローフ
- アラン・カミング
- ロジャー・ムーア
- クレア・ラッシュブルック
- リチャード・ブライアーズ
- ケヴィン・アレン
- エルヴィス・コステロ
- ジェイソン・フレミング
- スティーヴン・フライ
- ボブ・ゲルドフ
- ボブ・ホスキンス
- バリー・ハンフリーズ
- エルトン・ジョン
- クレイグ・ケリー
- ヒュー・ローリー
- マーク・マッキニー
- リチャード・オブライエン
- 森尚子

## スタッフ
- 製作総指揮：サイモン・フラー
- 製作：マーク・L・ローゼン、ウリ・フラクトマン、バーナビー・トンプソン
- 監督：ボブ・スピアーズ
- 脚本：キム・フラー
- 原案：スパイス・ガールズ、キム・フラー
- 撮影：クライヴ・ティックナー
- 美術：グレンヴィル・ホーナー
- 音楽：ポール・ハードキャッスル
- 衣装：ケイト・カリン
- 字幕：栗原とみ子

## サウンドトラック
- Too Much
- Do It
- Say You'll Be There
- Mama
- Denying
- Saturday Night Divas
- Stop
- 2 Become 1
- Leader Of The Gang
- Never Give Up On The Good Times
- Sound Off
- My Boy Lollipop
- Viva Forever
- Wannabe
- Who Do You Think You Are
- Spice Up Your Life
- The Lady Is A Vamp

## 評価
興行的には成功したが、観客からの評判は芳しくなく、第19回ゴールデンラズベリー賞で7部門にノミネートされ、最低女優賞を受賞した。